# Florián Rey
Florián Rey, de veritable nom Antonio Martínez del Castillo (La Almunia de Doña Godina, província de Saragossa, 25 de gener de 1894-Benidorm, 11 d'abril de 1962), va ser un director de cinema espanyol, un dels màxims representants del cinema mut i de la indústria cinematogràfica espanyola de la Segona República.
La seva pel·lícula La aldea maldita (1930) es considera com l'obra mestra del cinema espanyol de l'etapa muda i algunes de les seves obres populars de l'etapa republicana, com Nobleza baturra (1935) o Morena Clara (1936), protagonitzades per Imperio Argentina, van recollir un gran èxit, que li van portar a competir fins i tot amb la indústria cinematogràfica estatunidenca i van obrir la possibilitat de desenvolupar una indústria de cinema genuïnament espanyola, encara que va ser avortada amb l'esclat de la Guerra Civil.
Des de 1996, l'Associació Florián Rey creada al seu poble natal realitza el Festival de Cinema de l'Almunia (FESCILA) tots els mesos de maig en honor d'aquest cineasta aragonès. Aquesta mostra acull un concurs de curtmetratges, de guions, lliurament del premi Vila de l'Almunia a una persona relacionada amb el món cinematogràfic que també posseeix relació amb aquesta població i el premi Florián Rei a la trajectòria professional.

## Biografia
Nascut en la localitat saragossana de La Almunia de Doña Godina el 25 de gener de 1894, en el número 2 del carrer Garay.
Va començar els seus estudis de Dret en 1909, que abandona aviat. A l'any següent treballa en la redacció del diari saragossà La Crónica de Aragón i viatja a Madrid, ingressant redactor en la Revista Financiera. Després de complir el servei militar, torna a Saragossa en 1918 i comença a treballar en el Diario de Avisos, al mateix temps que enviava cròniques al diari madrileny La Correspondencia de España, on comença a utilitzar el pseudònim de «Florián Rey».
En 1920 treballa com a actor en la seva primera pel·lícula, La inaccesible, (José Buchs, 1920). I a l'any següent és contractat per Gregorio Martínez Sierra per a l'elenc del Teatro Eslava. Poc després passa a la companyia del Teatro de la Princesa. En 1923 actua en la pel·lícula Maruxa, obtenint un important èxit que consolida la seva professió com a actor (actua a La casa de la Troya, 1924, d'Alejandro Pérez Lugín i Manuel Noriega).

## Inicis al cinema
Comença a dirigir en 1924, en adaptar, per al cinema, la sarsuela La revoltosa, que aconsegueix un gran èxit popular.
En 1927 descobreix per al cinema al seu nou il·luminador, José María Beltrán, i a l'actriu Imperio Argentina, que protagonitza, sota la seva direcció, La Hermana San Sulpicio (1927), que tots dos repetirien, al cinema sonor, en 1934. En 1929 dirigeix la que és considerada l'obra mestra del cinema espanyol d'aquest període La aldea maldita. En coincidir amb l'arribada del sonor, a França se li va donar so i es van rodar de nou algunes escenes parlades, encara que aquesta versió ha desaparegut. La versió existent és la muda amb acompanyament al piano de Javier Pérez Azpeitia. La història pot dividir-se en dos temps: en el primer, se'ns presenta un llogaret castellà castigat per les males collites continuades constituint un fresc sobre l'Espanya rural i real miserable; el segon és un drama familiar, pròxim potser al calderonià, amb honor i amor contraposats.
Després d'aquesta cinta, la producció espanyola ha d'adaptar-se al cinema sonor, i en aquest període Florián Rey marxa a familiaritzar-se amb aquest sistema, en ser contractat com a director de doblatges en espanyol als Studios Paramount de Joinville-le-Pont.

## Al cinema de la República

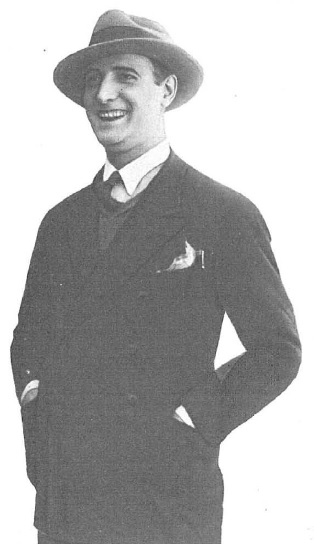
Florián Rey vers 1927

En 1933, torna a Espanya. El seu primer film plenament sonor és Sierra de Ronda, història sobre bandolers andalusos carregada de dramatisme. En aquesta etapa de la Segona República, Florián Rey madura la idea de crear un cinema nacional comercial, basat en temes i formes populars.
Amb aquests pressupostos va realitzar la seva trilogia de La hermana San Sulpicio (1934), Nobleza baturra (1935) i Morena Clara (1936), protagonitzades per Imperio Argentina, que exploraven la lluita de la dona en un món tradicional basat en la religió i la vida rural, actitud davant la dona molt d'acord amb els avanços del període republicà.
L'èxit d'aquest cinema en la dècada de 1930, que va poder competir amb l'arribat de Hollywood, basant-se en temes populars, la destresa tècnica i la gràcia de Imperio Argentina només ha pogut ser aconseguit, però en menor mesura, en els nostres dies per Pedro Almodóvar, com assenyala Agustín Sánchez Vidal. El director inaugura un període daurat amb un cinema d'arrels costumistes, basat en el folklore i els mites populars, en números musicals arrelats en la nostra tradició i en una narrativa fílmica eficaç i intel·ligent.
La visió conciliadora entre les diferents posicions que convivien en aquells dies al cinema de Florián Rey suposava un gra de sorra en la forja d'una societat moderna per a Espanya, encara que, desgraciadament, la història desmentiria aquest propòsit amb l'adveniment de la Guerra Civil Espanyola.

## El gir conservador
En 1935 es va afiliar junt amb Imperio Argentina a Falange Española.
La Guerra Civil va truncar aquest fulgurant ascens. Florián, d'ideologia conservadora, encara que no franquista, i Imperio Argentina, ja casats, es van traslladar a Berlín, on van ser acollits pel mateix Adolf Hitler. Van realitzar en Alemanya dues pel·lícules, Carmen, la de Triana (1938), revisió del mite de Carmen, i La canción de Aixa (1938), inici del final de la relació entre Florián i Imperio.
Tornat a Espanya després de la guerra, va rodar La Dolores (1940), protagonitzada per Concha Piquer. Un intent de restaurar aquell cinema costumista i popular a l'Espanya franquista. Brindis a Manolete (1948) i Cuentos de la Alhambra (1950), inspirada en els contes de Washington Irving, van ser les seves últimes obres valuoses.
No es va adaptar al cinema del franquisme i es va retirar en 1957 perquè, com diu Agustín Sánchez Vidal, “no pot resignar-se a la classe d'infracinema que l'obliguen a fer”. D'aquí va semblar derivar-se una tímida actitud rebel davant el règim de Francisco Franco. Mor, molt oblidat, a Benidorm l'11 d'abril de 1962.

## Filmografia com a director
1924
- La revoltosa

1925
- La chavala (també actor)
- Los chicos de la escuela
- Lazarillo de Tormes
- Gigantes y cabezudos

1926
- El pilluelo de Madrid
- El cura de aldea

1927
- Águilas de acero o los misterios de Tánger
- La hermana San Sulpicio (amb Imperio Argentina)

1928
- Agustina de Aragón
- Los claveles de la Virgen

1929
- Fútbol, amor y toros

1930
- La aldea maldita

1931
- La pura verdad

1934
- La hermana San Sulpicio

1935
- Nobleza baturra

1936
- Morena Clara

1938
- Carmen, la de Triana

1939
- La canción de Aixa

1940
- La Dolores

1941
- Polizón a bordo

1942
- La aldea maldita

1943
- Orosia
- Ídolos

1945
- La luna vale un millón

1946
- Audiencia pública

1947
- La nao capitana

1948
- Brindis a Manolete

1950
- Cuentos de la Alhambra

1954
- La danza de los deseos
- La moza del cántaro

1955
- La cruz de mayo

1956
- Polvorilla